# Daniel Gasser
Daniel Gasser (* 10. August 1988 in Villach) ist ein österreichischer Eishockeystürmer.

## Karriere
Gasser stammt aus dem Nachwuchs des EC VSV und bestritt bislang fünf Bundesliga-Spiele, wobei er einen Assist erzielen konnte. Mit der U20-Mannschaft konnte er zweimal den österreichischen Meistertitel gewinnen. Zur Saison 2008/09 wechselte er zum Kapfenberger SV, wo er in seiner ersten Nationalliga-Saison in 28 Spielen elf Punkte erzielen konnte. Die Saison 2009/2010 verbrachte er beim HC Kufstein in der Tiroler Landesliga. Nachdem er kurzfristig für den EC Zirl gespielt hatte, wechselte er innerhalb der vierthöchsten österreichischen Ligenstufe zum EC Feld am See. 
Gasser ist außerdem Ballhockey-Spieler bei ASKÖ Villach/ASKÖ Panthers. 

## Erfolge und Auszeichnungen
- 2007 Österreichischer Jugendmeister mit dem EC VSV
- 2008 Österreichischer Jugendmeister mit dem EC VSV